# Bernard Toha Wontacien

Bischofswappen von Bernard Toha Wontacien

Bernard de Clairvaux Toha Wontacien OSFS (* 20. August 1970 in Abomey-Calavi) ist ein beninischer Geistlicher und römisch-katholischer Bischof von Djougou.

## Leben
Bernard Toha Wontacien besuchte die Grund- und Oberschule in Parakou und erwarb anschließend einen Mastergrad in Geologie. Er trat der Ordensgemeinschaft der Oblaten des hl. Franz von Sales bei und legte am 26. September 1998 die ewige Profess ab. Während seines Theologiestudiums lehrte er am Priesterseminar St. John Vianney in Pretoria Latein. Am 22. Juli 2006 empfing er in Parakou das Sakrament der Priesterweihe.
Nach der Priesterweihe war er bis 2011 im Erzbistum Parakou für die Sozialpastoral und die Entwicklungsprojekte verantwortlich. Zeitgleich koordinierte er die Arbeit der Caritas im Erzbistum Parakou und den Diözesen im Norden Benins. Von 2007 bis 2013 beriet er den Erzbischof in Wirtschaftsfragen und gehörte dem diözesanen Wirtschaftsrat an. In seiner Ordensgemeinschaft war er von 2008 bis 2018 Ökonom der französischen Ordensprovinz für den Bereich Westafrika. Von 2013 bis 2018 war er Leiter des Scholastikats in Abidjan und von 2015 bis 2018 zudem Provinzialrat. Ab 2019 war er bis zu seiner Ernennung zum Bischof Provinzial der französischen Ordensprovinz der Salesianeroblaten.
Am 12. Februar 2022 ernannte ihn Papst Franziskus zum Bischof von Djougou. Der Erzbischof von Parakou, Pascal N’Koué, spendete ihm am 2. April desselben Jahres die Bischofsweihe. Mitkonsekratoren waren der Apostolische Nuntius in Benin, Erzbischof Mark Gerard Miles, und der Bischof von Porto-Novo, Aristide Gonsallo.